# البركان (ردمان)

تعديل مصدري - تعديل

البركان هي إحدى قرى عزلة المريه بني مر بمديرية ردمان التابعة لمحافظة البيضاء، بلغ تعداد سكانها 200 نسمة حسب تعداد اليمن لعام 2004.